# 黒山島
黒山島（フクサンド、こくさんとう、朝: 흑산도）は、全羅南道新安郡黒山面にある島。木浦市の南西の方向97.2kmにある。面積は19.7km²で、人口は2001年現在3,133人。
統一新羅時代の828年に張保皐が莞島に清海鎮を設置し、ここに城を築きながら村が形成され始めた。李氏朝鮮の粛宗の時期に黒山鎮が設置されるなど西南海岸の国防基地だった。1969年に新安郡に編入された。
黒山島という名前は、遠くから見ると山と海が青黒く見えるといって付けられたといわれる。島全体が山地で成り立っている。近隣の紅島・多物島・大芚島・永山島などとともに黒山群島を成す。西24kmには紅島が、南30kmには上苔島・中苔島・下苔島などの苔島群島が、南50kmには小中間群島が、南西70kmには可居島（小黒山島）がある。
茫々たる大海にある島なので、古くから流配地として使われた。丁若銓がカトリック迫害問題でここに流配され、長い間とどまりながら『茲山魚譜』を書いた事実はよく知られている。李氏朝鮮末期の儒学者の崔益鉉も黒山島で流配生活をした。崔益鉉と丁若銓の遺跡地が残っており、張保皐が築いたという伝説のある上羅山城は全羅南道指定文化財である。
石柱大門という象の形の岩は、海の上に石で建てた大門のような形状で、名所の一つである。多島海海上国立公園の一部に指定され、観光客たちがたくさん訪れている。海産物ではガンギエイが名物である。
李美子のヒット曲「黒山島娘」は黒山島を背景にした歌である。黒山島の本島である大黒山島にはこの歌の歌碑が建てられている。